# 王老志
王老志（？—1114年），濮州临濮（今山东省鄄城县西南）人，北宋末道士。
他以事亲孝顺。初为转运小吏，不受赂贿。后来遇到异人，自称为钟离权，授予内丹要诀，遂以道术闻名。他服丹药而发狂，弃妻儿，在田间筑草庐，自称能预言人之祸福。宋徽宗力崇道教，抬高道士地位。政和三年（1113年），受召至京师开封府，住在蔡京宅。他曾上缄书一封，徽宗开启一看，原来是过去徽宗与妃子们的燕好之语。徽宗稍信其神，徽宗封为“洞微先生”。当时朝士纷纷踏来求书将来祸福，门庭若市。宋徽宗车驾游幸，王老志穿著羽衣导驾。又献乾坤鉴法，预言徽宗将来有难，可坐鉴下祈禳消变。后有靖康之变，有人说他知机。后来他说遇到师父钟离权，责备他擅处富贵。于是政和四年（1114年），请归回乡，至濮州而逝，诏赐金安葬，赠正议大夫。

## 延伸阅读
[在维基数据编辑]
 《宋史·卷462》，出自脱脱《宋史》